# كسوف الشمس 1 أغسطس 2008

كسوف الشمس ليوم 1 أغسطس 2008 هو كسوف كلي للشمس.

## منطقة ظهوره
- آسيا
- أوروبا
- أمريكا الشمالية
- المحيط المتجمد الشمالي

و قد ظهر جزئيا في عدة مناطق.
أما كليا فقد ظهر في :
- كندا
- النرويج
- غرينلاند
- روسيا
- كازاخستان
- الصين